# 7 Studios
7 Studios est un ancien studio de développement de jeux vidéo basé à Los Angeles, en Californie. Fondé en 1999 par Lewis Peterson, 7 Studios a notamment produit des jeux basés sur des licences du cinéma (Les 4 fantastiques, Shrek le troisième…).

## Histoire
Le 6 avril 2009, 7 Studios a été acheté par Activision.
Le studio est fermé en février 2011.

## Ludographie
| Année | Titre                                              | Genre                | Plates-formes                     | Éditeur                      |
| ----- | -------------------------------------------------- | -------------------- | --------------------------------- | ---------------------------- |
| 2002  | Legion: The Legend of Excalibur                    | Action               | PlayStation 2                     | Midway Games                 |
| 2002  | Defender                                           | Shooter              | PlayStation 2                     | Midway Games                 |
| 2003  | Charlie's Angels: Angel X                          | Action               | PC                                | SCE                          |
| 2005  | Les 4 Fantastiques                                 | Action               | PlayStation 2, Xbox, GameCube     | Activision                   |
| 2006  | Pirates des Caraïbes : la Légende de Jack Sparrow  | Action               | PlayStation 2, PC                 | Bethesda Softworks           |
| 2006  | The Sopranos: Road to Respect                      | Action               | PlayStation 2                     | THQ                          |
| 2007  | Shrek le troisième                                 | Action               | Xbox 360, PC                      | Activision                   |
| 2007  | Les Quatre Fantastiques et le Surfer d'argent      | Action               | Wii, PlayStation 2, Nintendo DS   | 2K Games                     |
| 2007  | Napoleon Dynamite: The Game                        | Action               | PlayStation Portable, Nintendo DS | Crave Entertainment          |
| 2008  | George of the Jungle and the Search for the Secret | Action/Plates-formes | Nintendo DS                       | Crave Entertainment          |
| 2008  | Famille en folie ! Fun Park Party                  | Mini-jeux            | Wii, Nintendo DS                  | Brash Entertainment, Ubisoft |
| 2009  | Space Camp                                         | Mini-jeux            | Wii, Nintendo DS                  | Activision                   |